# Bajo Caracoles

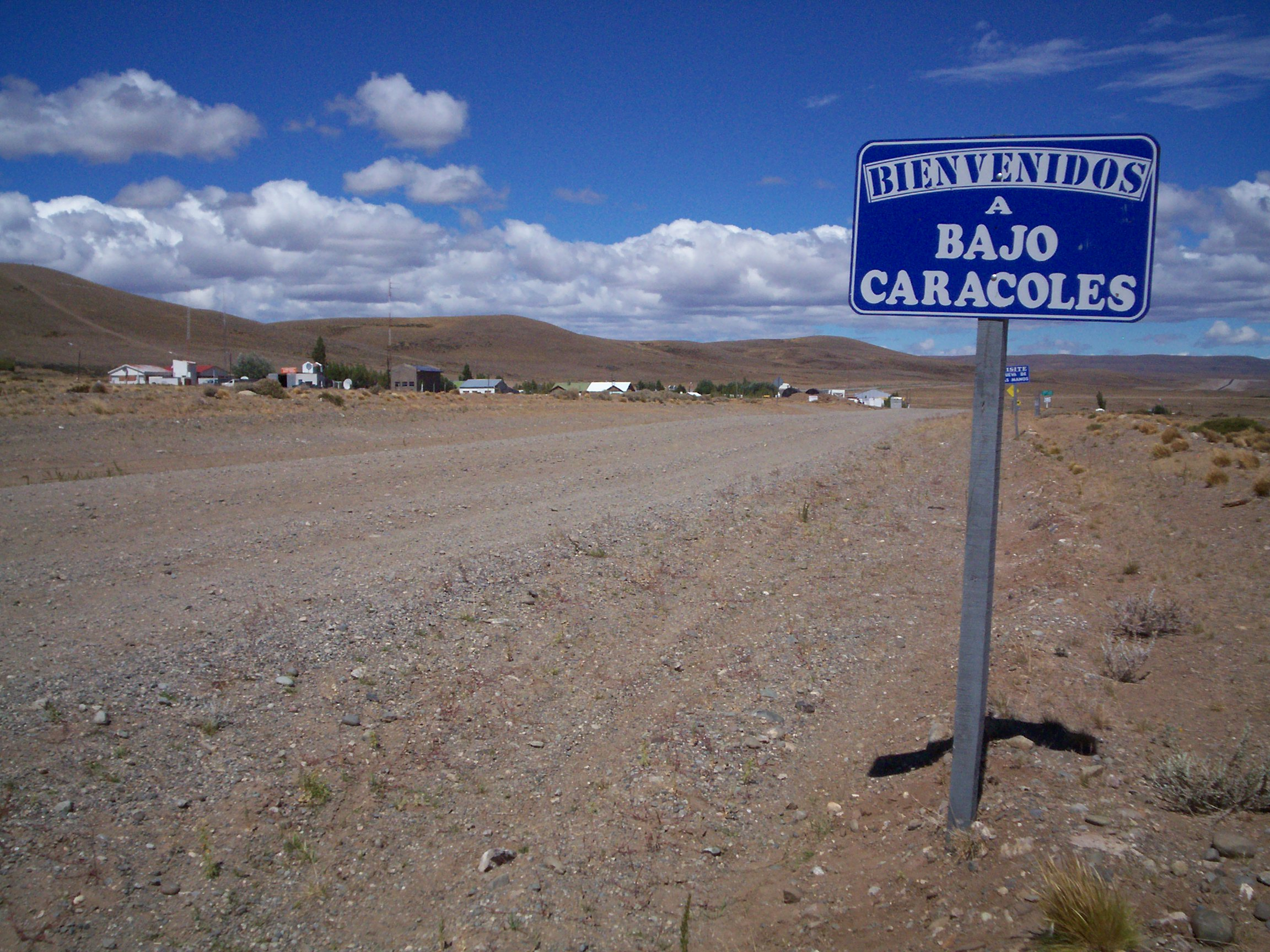
Acceso a Bajo Caracoles por la Ruta Nacional 40.

Bajo Caracoles es una localidad en la región de la Patagonia, en el departamento Río Chico, en la provincia de Santa Cruz; Argentina; sobre la RN 40.
Bajo Caracoles es un pequeño pueblo situado sobre la ruta nacional 40 a unos 128 km al sur de Perito Moreno está ubicado en un punto estratégico para aprovisionarse o cargar combustible antes de recorrer los atractivos de las zonas aledañas, como el Sitio Patrimonio Cultural de la Humanidad de la UNESCO, cueva de las Manos o, el lago Pueyrredón, y cerro San Lorenzo, próximos a la localidad de Hipólito Yrigoyen (Lago Posadas). Cuenta con Alojamiento, camping, restaurante y combustible.
Se encuentra a 128 km de Perito Moreno, a 63 de Río Olnie, y a 226 km de Gobernador Gregores.
El paraje cuenta con dependencia policial y escuela EGB Rural N.º 48. Combustible (no hay otro surtidor hasta Gobernador Gregores), hotel y camping (en temporada).
El origen de su nombre se debe a que en la región existen fósiles de Crioceras, un amonite o "caracol" extinto hace más de 100 millones de años en el período Cretácico Inferior de la era Mesozoica. Se los encuentra en Chacabuco, sobre el lago San Martín, y en el río al que dieron su nombre, en Santa Cruz.

## Población
Cuenta con 33 habitantes (Indec, 2010), de los cuales 14 son mujeres y 19 son hombres; lo que representa un incremento del 6% frente a los 31 habitantes (Indec, 2001) del censo anterior.
| Gráfica de evolución demográfica de Bajo Caracoles entre 1991 y 2010 |
|                                                                      |
| Fuente: Censos nacionales del INDEC                                  |

| Gráfico de la distribución de la población de Bajo Caracoles según grupos de edad                                                                          |
| --- |
| |
| |
| Fuente: «INDEC. Población de ciudades de Santa Cruz según edad». Archivado desde el original el 4 de marzo de 2016. Consultado el 11 de diciembre de 2013. |